# Борій
Бо́рій (лат. Bohrium, символ Bh) — штучно синтезований хімічний елемент з атомним номером 107, найважчий член сьомої групи (VIIB).
Найстабільніший ізотоп з отриманих — борій-267 з періодом напіврозпаду 17 с.
Ізотоп 261Bh вперше був отриманий 1976 року в Об'єднаного інституту ядерних досліджень у Дубні групою вчених га чолі з Юрієм Оганесяном. У 1992 році елемент отримав назву «нільсборій» на честь Нільса Бора, пізніше однак, через те, що хімічні елементи ніколи не складалися з імені й прізвища вченого, назву було спрощено до сучасної.

## Відомі ізотопи
| Ізотоп | Маса | Період напіврозпаду | Тип розпаду      |
| ------ | ---- | ------------------- | ---------------- |
| 261Bh  | 261  | 12+5−3 мс           | α-розпад в 257Db |
| 262Bh  | 262  | 8,0±2,1 мс          | α-розпад в 258Db |
| 264Bh  | 264  | 0,44+0,60−0,16 с    | α-розпад в 260Db |
| 265Bh  | 265  | 0,9+0,7−0,3 с       | α-розпад в 261Db |
| 266Bh  | 266  | 1,7+8,2−0,8 с       | α-розпад в 262Db |
| 267Bh  | 267  | 17+14−6 с           | α-розпад в 263Db |
| 272Bh  | 272  | 10+12−4 с           | α-розпад в 268Db |